# Francisco Asensio y Mejorada

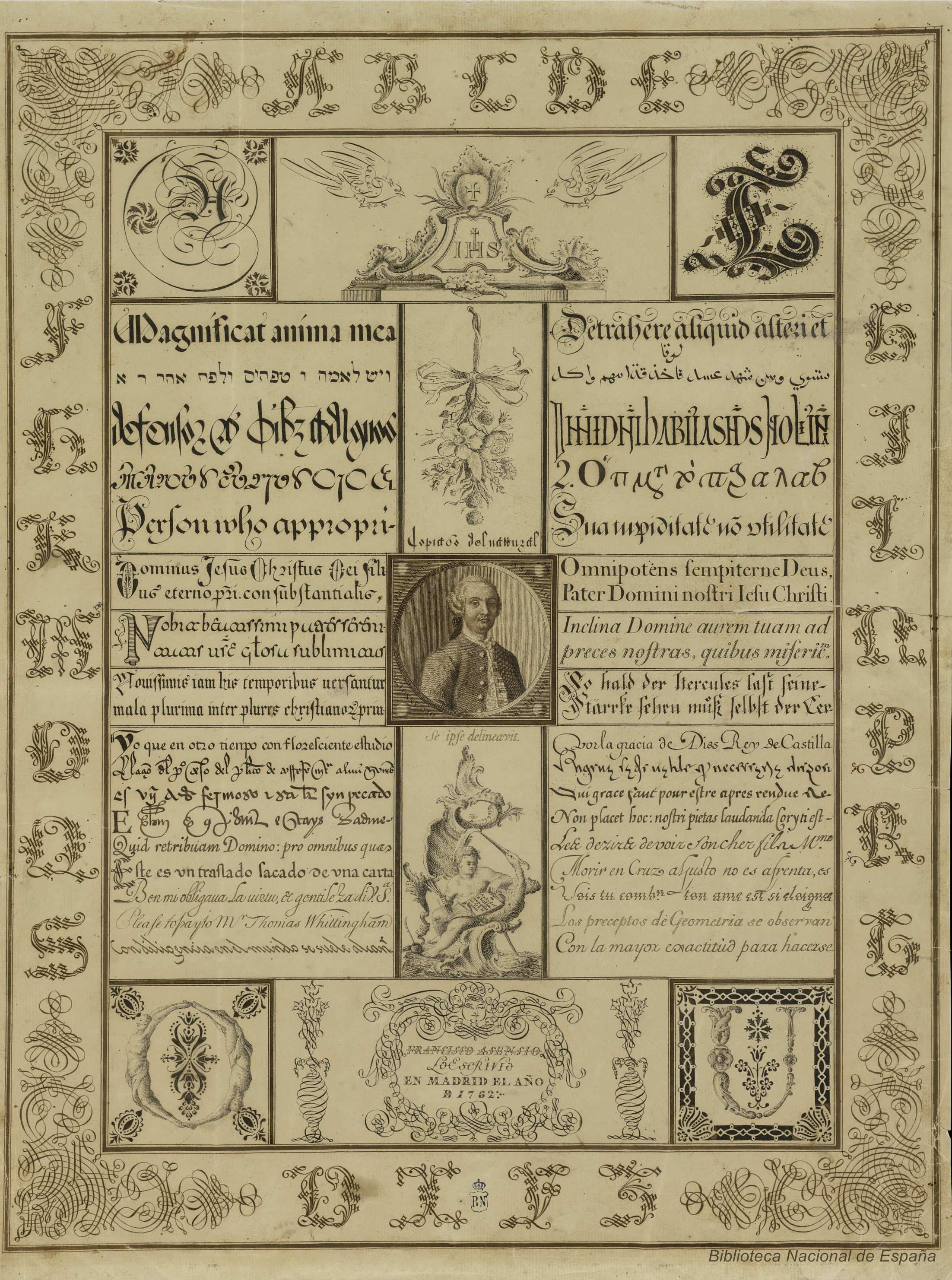
Dibujo caligráfico, dibujo a pluma sobre papel agarbanzado, 479 x 367 mm. Madrid, Biblioteca Nacional de España. En el centro, autorretrato del autor con la inscripción: «FRANCISCUS / ASENSIO / NAT DIE 18 / DEC ANNO 1725 // Se ipse delineavit».

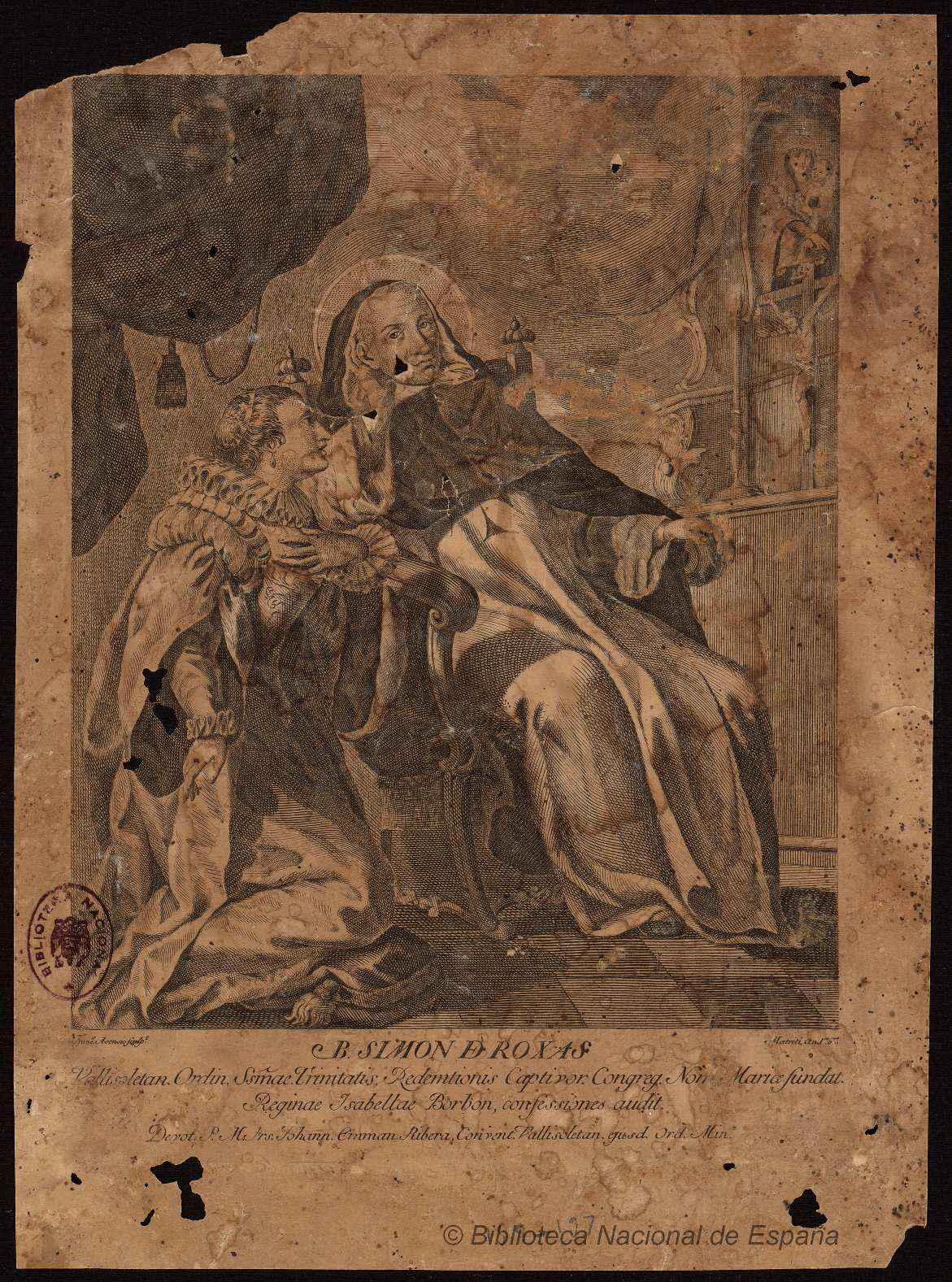
B. Simón de Rojas, confesor de Isabel de Borbón, estampa, talla dulce, Madrid, Biblioteca Nacional de España.

Francisco Asensio y Mejorada (Fuentelencina, 1725-Madrid, 1794) fue un calígrafo y grabador español.

## Biografía y obra
Nacido el 18 de diciembre de 1725 en Fuentelencina, (Guadalajara), en 1762 se inscribió para iniciar sus estudios artísticos en la Real Academia de Bellas Artes de San Fernando. Empleado de la Real Biblioteca, destacó, según Ceán Bermúdez, en el grabado de «todo género de letras, así modernas como antiguas, y españolas como extranjeras», antes que en las láminas con figuras pues «carecía de dibujo». Entre esos trabajos mencionaba Ceán la confección de dos cronologías de los reyes y reinas de España en el diámetro de una moneda de real de plata cada una.
Nombrado en 1789 oficial primero de la Real Biblioteca y socio extranjero de la Real Academia del Arte de Escribir de París, falleció en Madrid el  27 de febrero de 1794, según consta en el libro de difuntos de la parroquia de San Ginés.
Entre otras obras de su especialización, escribió y realizó las láminas a buril con modelos caligráficos de la Geometría de la letra romana mayúscula y minúscula en 28 láminas finas y su explicación, libro impreso en Madrid por Andrés Ramírez a expensas del autor en 1780. Además, proporcionó los grabados con inscripciones en letras de alfabetos diversos que ilustran las obras de Francisco Pérez Bayer, De numis hebraeo-samaritanis (1781) y  Numorum hebraeo samaritanorum vindiciae (1790). Grabó un plano de Madrid y los retratos del conde de Aranda, Pedro Pablo Abarca de Bolea, así como el de Juan Ferreras para la edición de 1775 de su Synopsis histórica chronologica de España, además de estampas sueltas de devoción, entre ellas una Virgen con el Niño según pintura de Francesco Solimena o la del beato Simón de Rojas, confesor de la reina Isabel de Borbón, por dibujo propio.